# Итапарика (остров)
Итапарика (порт. Itaparica) — остров в Атлантическом океане.

## География
Находится неподалёку от побережья Бразилии. На острове есть два города: Итапарика и Вера-Круз. Имеет площадь 146 км². Население острова — около 55 000 человек (на 2010 год). Остров отличается разнообразием фауны и флоры. Его побережье на большом протяжении окружено коралловыми рифами. Климат тропический, дождливый сезон (май-июнь).

## История
Остров был открыт 1 ноября 1501 г. экспедицией Америго Веспуччи.